# Medalla de Oro del Círculo de Bellas Artes
La Medalla de Oro del Círculo de Bellas Artes se entrega a creadores e intelectuales cuya obra ha contribuido decisivamente a la renovación de las artes y la cultura contemporáneas. El galardón se entrega en el Círculo de Bellas Artes de Madrid.

## Galardonados
- 2025: Antonio Scurati
- 2025: Andrés Rábago García
- 2023: Eduardo Souto de Moura[2]
- 2023: Theodor Kallifatides[3]
- 2022: Judith Butler[4]
- 2021: Sergio Ramírez[5]
- 2019: Gianni Vattimo[6]
- 2018: Georges Didi-Huberman, Aki Kaurismäki, Slavoj Žižek, Teresa Berganza, Javier Solana
- 2017: Gonzalo Suárez
- 2016: Jordi Savall[7]
- 2015: Salman Rushdie
- 2014: Raimon, Alberto Zedda, Carlos Oroza, Frederic Jameson
- 2013: Michael Haneke
- 2010: Javier Manterola, Antonio Bonet Correa, Claudio Abbado, Manuel Vicent
- 2009: Joseph Rykwert, Nuria Espert, Toyo Ito, Eduardo Galeano, Umberto Eco, Gerard Mortier, Jean Starobinski
- 2008: Theo Angelopoulos
- 2007: Pierre Boulez, Alberto Portera, María de Corral
- 2006: John Berger, Antonio Gamoneda, Carles Santos
- 2005: Jean Baudrillard, Massimo Cacciari, Elías Querejeta, Ana María Matute, Manoel de Oliveira, Agustín Ibarrola, Luis de Pablo
- 2004: Eduardo Haro Tecglen, Pedro Martínez Montávez, Luis Gordillo, Leopoldo de Luis, Eugenio Trías
- 2003: Cees Nooteboom, Jürgen Habermas, José Monleón, Ramón Barce, Juan Eduardo Zúñiga, Claudio Magris
- 2002: Hans Magnus Enzensberger, Luis Carandell, Carlos Castilla del Pino, Ernesto Sabato
- 2001: Emilio Lledó, Juan Hidalgo, Martín Chirino, Rafael Azcona, Amancio Prada, José Luis Gómez, Rafael Moneo
- 2000: Eugenio Granell, José Manuel Caballero Bonald, Francisco Pino
- 1999: Manuel Alexandre, Miguel Fisac Serna, Carlos Fuentes, Antonio Saura
- 1998: Joan Brossa, Alicia Alonso, María de Ávila, Álvaro Siza
- 1997: Gunter Grass, Gabriel Cualladó, Carmen Martín Gaite, Francisco Umbral, Ramón Gaya, Francisco Ayala
- 1996: Fernando Arrabal
- 1991: Martín Chirino
- 1976: Pilar Lorengar
- 1967: Pedro Lavirgen[cita requerida]
- 1965: Lucero Tena
- 1943: Marceliano Santa María[cita requerida]